# Cladonia leporina
Cladonia leporina Fr. (1831), è una specie di lichene appartenente al genere Cladonia,  dell'ordine Lecanorales.
Il nome proprio deriva dal latino lepus, -oris, che significa lepre, ad indicare la forma degli apoteci simile al muso di una lepre.

## Caratteristiche fisiche
Ha molti caratteri in comune con la C. perforata con la quale è spesso confusa; ne differisce per avere molti piccoli fori nelle ramificazioni che sono normalmente di colore giallo-verde con corpi fruttiferi rossi.
Il fotobionte è principalmente un'alga verde delle Trentepohlia.

## Habitat
Su suolo spoglio o ricoperto di muschi; a volte anche su roccia e su suolo sabbioso.

## Località di ritrovamento
La specie è stata rinvenuta nelle seguenti località:
- USA (Alabama, Arkansas, Carolina del Sud, Distretto di Columbia, Florida, Louisiana, Mississippi, Missouri, Texas);

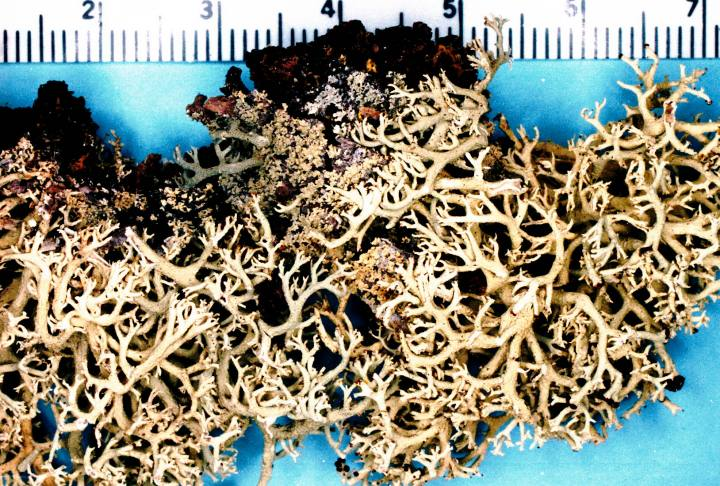
Cladonia leporina

- Venezuela

## Tassonomia
Questa specie appartiene alla sezione Cocciferae; a tutto il 2008 sono state identificate le seguenti forme, sottospecie e varietà:
- Cladonia leporina f. ciliata F.W. Gray (1947).
- Cladonia leporina f. fissa A. Evans (1952).
- Cladonia leporina f. leporina Fr. (1831).
- Cladonia leporina f. prolifera A. Evans (1947).
- Cladonia leporina f. ramosa F.W. Gray (1947).
- Cladonia leporina f. squamulosa A. Evans (1952).

## Galleria d'immagini

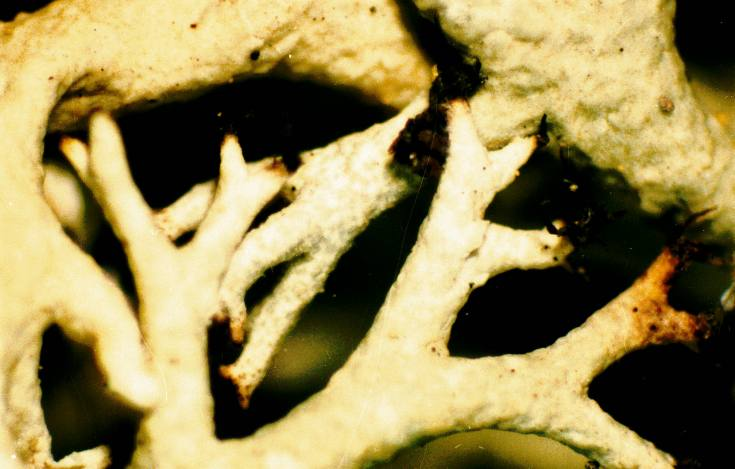
Cladonia leporina, apoteci ramificati
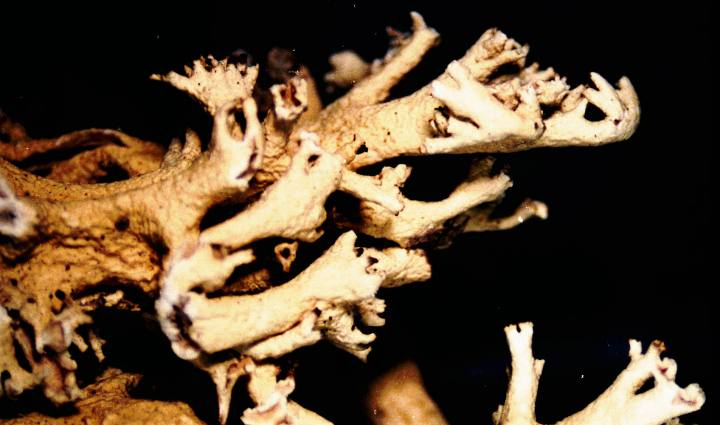
Cladonia leporina
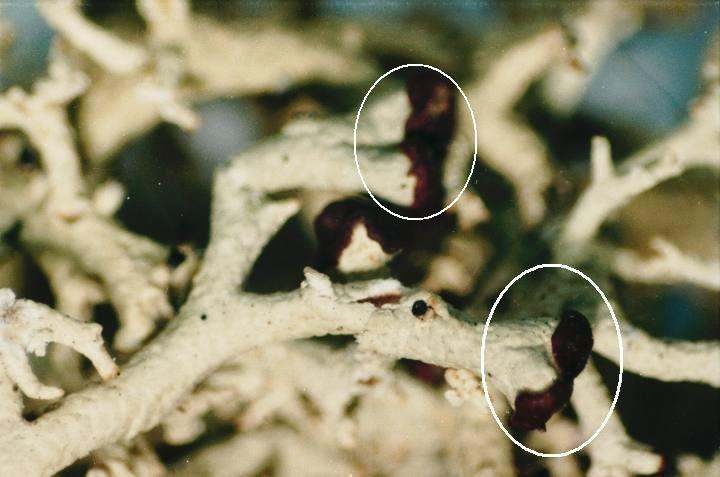
Cladonia leporina, apoteci, in evidenza i corpi fruttiferi rossi
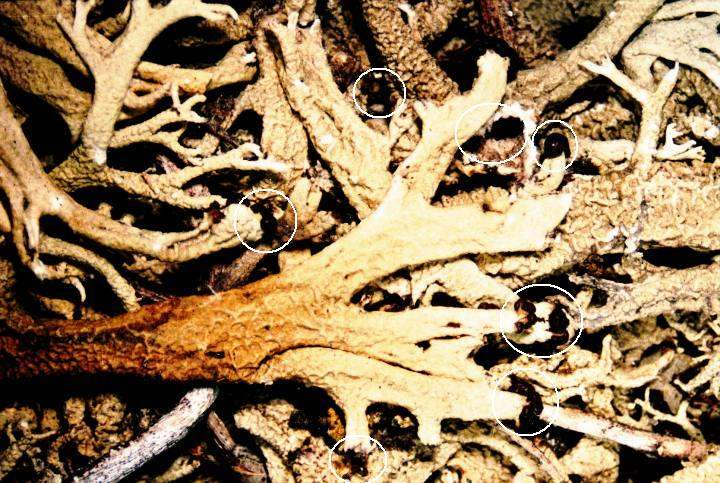
Cladonia leporina, apoteci, visibili molte ramificazioni